# Ayocuantla
Ayocuantla är en ort i Mexiko.   Den ligger i kommunen Aquixtla och delstaten Puebla, i den sydöstra delen av landet, 140 km öster om huvudstaden Mexico City. Ayocuantla ligger 2 060 meter över havet och antalet invånare är 103.
Terrängen runt Ayocuantla är kuperad åt sydväst, men åt nordost är den bergig. Runt Ayocuantla är det ganska tätbefolkat, med 60 invånare per kvadratkilometer. Närmaste större samhälle är Zacatlán, 18,5 km norr om Ayocuantla. I omgivningarna runt Ayocuantla växer i huvudsak blandskog.